# Saucerottia castaneiventris
La amazilia ventricastaña, amazilia de pecho castaño o amazilia buchicastaña (Saucerottia castaneiventris), también denominada quincha de Soatá,[cita requerida] es una especie de ave apodiforme de la familia Trochilidae —los colibríes— perteneciente al numeroso género  Saucerottia, anteriormente incluida en el género  Amazilia . Es endémica de Colombia.

## Distribución y hábitat
Se encuentra únicamente en los departamentos de Santander y Boyacá, aunque se encontró un ejemplar a 120 m s. n. m., en la Serranía de San Lucas, en el departamento de Bolívar.
Habita en cañones arbustivos y bordes del bosque húmedo montano bajo. Se encuentra principalmente entre 500 y 1500 m, raramente hasta 2000 m de altitud.

## Descripción
Mide en promedio 8,4 cm de longitud. El pico en la cara inferior es de color rojo y en la anterior negro. Luminoso bronce rojizo en el dorso, grupa color ante grisáceo; la garganta y el pecho de color verde iridiscente; vientre castaño rufo; alas castaño purpúreo con bordes negruzcos, la cara inferior de las alas color castaño oscuro. La hembra tiene el vientre de color más claro y una banda blanca en la parte superior de la garganta. Los ejemplares juveniles tienen plumas color óxido en el cuello.

## Alimentación
Toma el néctar de las flores. La especie floral más visitada por este colibrí es el yátago, localmente denominado como nacedero, naranjillo o cajeto, Trichanthera gigantea. Otras flores que usa este colibrí, pero ocasionalmente, son: Erythrina edulis (balú), Salvia xeropapillosa (salvia), Inga codonantha e Inga edulis (guama). En general, hay pocos registros de visitas por parte de A. castaneiventris. La planta Bryophyllum pinnatum, fue la especie que visitó en forma "ilegítima", dado que el colibrí tuvo acceso al néctar de la flor por perforaciones de la corola realizadas por (el pinchaflor) Coereba flaveola.

## Comportamiento
Presenta comportamiento territorial especialmente donde exista buena floración de T. gigantea. La competencia interespecífica en la región es con las especies: Saucerottia cyanifrons, Colibri coruscans, Campylopterus falcatus, Chlorostilbon poortmani, Amazilia tzacatl, Chaetocercus mulsant, Coereba flaveola y Vermivora peregrina.

## Reproducción
La reproducción se observa en épocas de mayor abundancia floral de T. gigantea.  El nido es de forma redonda en su base y de forma irregular en la parte superior “como un canasto con boca desigual”. Está elaborado con pelos de cabra, telarañas, líquenes y fibras vegetales entrelazadas.

## Estado de conservación
La amazilia ventricastaña es el miembro más raro de su género y ha sido calificada como casi amenazada por la Unión Internacional para la Conservación de la Naturaleza (IUCN) debido a su pequeña zona de distribución y su población, estimada entre 10 000 y 20 000 individuos maduros. Hasta 2019 era calificada como amenazada de extinción, sin embargo nuevas informaciones indican que la zona de distribución, la disponibilidad de hábitat y el tamaño de la población son mayores que lo que se asumía previamente, aunque no está claro si la población y el hábitat conveniente continúan todavía en decadencia.

## Sistemática

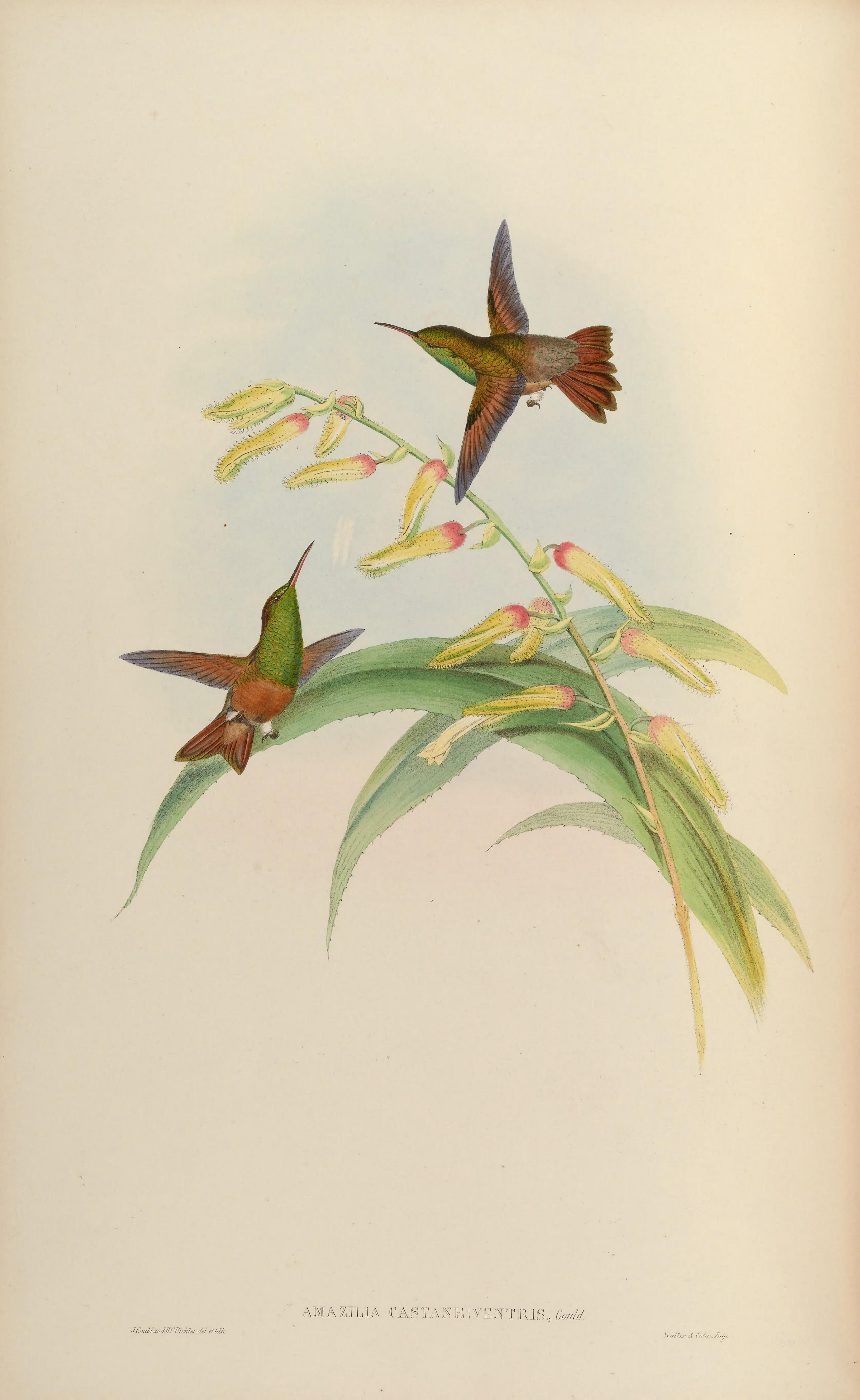
Amazilia castaneiventris, ilustración de Gould y Richter en A monograph of the Trochilidae, or family of humming-birds 5, 1861.

### Descripción original
La especie S. castaneiventris fue descrita por primera vez por el ornitólogo británico John Gould en 1856 bajo el nombre científico Amazilius castaneiventris; la localidad tipo es «Bogotá, Colombia».

### Etimología
El nombre genérico femenino Saucerottia fue tomado del nombre específico Trochilus saucerrottei, que por su vez conmemora al médico y ornitólogo francés Antoine Constant Saucerotte (1805–1884); y el nombre de la especie «castaneiventris» se compone de las palabras del latín «castaneus» que significa ‘castaño’ y «ventris, venter» que significa ‘vientre’.

### Taxonomía
Es monotípica.
La presente especie junto a un grupo de otras diez especies fueron tradicionalmente incluidas en el género Amazilia. En el año 1999, ya se propuso la separación en los géneros resucitados Agyrtria y otras en Saucerottia, principalmente con base en características morfológicas y de plumaje, pero esta tesis no fue adoptada por las mayoría de las clasificaciones por falta de mejores evidencias. Una serie de estudios filogenéticos que culminaron con el estudio de McGuire et al. (2014) confirmaron que el género Amazilia era altamente polifilético. En la clasificación propuesta para resolver la polifilia del género, Stiles et al. (2017) reafirmaron la resurrección del género Saucerottia para este grupo de especies, lo que fue reconocido por el Comité de Clasificación de Sudamérica (SACC) en la Propuesta N.º 781.